# Elvis in Concert (speciale TV CBS)
Elvis in Concert è uno speciale televisivo prodotto nel 1977 dalla CBS sul cantante statunitense Elvis Presley, andato in onda postumo dopo la morte dell'artista. Si tratta del terzo ed ultimo speciale tv di Elvis, dopo il '68 Comeback Special e l'Aloha from Hawaii. Le riprese furono effettuate nel corso dell'ultimo tour di Presley nelle città di Omaha (Nebraska) (19 giugno 1977), e Rapid City (Dakota del Sud) (21 giugno 1977). Lo speciale venne teletrasmesso negli Stati Uniti sul canale CBS il 3 ottobre 1977, due mesi dopo la morte di Presley. Dallo speciale fu tratto l'album Elvis in Concert.
Si tratta di uno dei pochi programmi di Elvis a non essere ancora mai stato pubblicato in formato home video ed è attualmente disponibile solo sotto forma di bootleg. Tuttavia, alcuni spezzoni dello speciale sono stati utilizzati per i documentari Elvis: The Great Performances e This is Elvis.

## Descrizione
Il 1º giugno 1977, fu annunciato che Elvis Presley aveva firmato un accordo con la CBS per un nuovo speciale televisivo. La CBS si sarebbe occupata di filmare alcuni concerti di Presley durante l'estate del 1977. Il materiale che andò a costituire lo speciale vero e proprio fu tratto da due esibizioni, quella del 19 giugno 1977, nella città di Omaha, e quella del 21 giugno 1977, a Rapid City, anche se gran parte del girato di Omaha venne considerato inutilizzabile a causa del cattivo comparto audio e di problemi vari nella registrazione.
Nello speciale, Presley, vistosamente ingrassato, eseguì brani provenienti da tutta la sua carriera. Durante l'esecuzione della canzone Are You Lonesome Tonight?, proprio prima dell'inizio della parte recitata, la musica entra in dissolvenza e la scena si sposta su una fan che racconta quanto sia eccitata dal poter vedere Elvis in concerto, per poi tornare su Elvis che prosegue l'esecuzione del brano appena terminata la sezione parlata. Questo artificio tecnico venne usato per nascondere agli spettatori le cattive condizioni di salute di Presley che farfugliava durante la recitazione dimenticandosi le parole del testo, anche se la scena venne poi inclusa nel documentario This Is Elvis per illustrare il suo declino fisico dell'epoca, ed anche sull'album della colonna sonora dello speciale, l'esecuzione di Are You Lonesome Tonight? è quella integrale senza censure.
Durante l'esecuzione di My Way, Elvis ebbe bisogno di leggere il testo tenendo un foglio di carta in mano in quanto, nonostante avesse cantato la canzone svariate volte in passato, non ricordava le parole. Inoltre, Presley tolse dalla scaletta i brani Moody Blue e Way Down, i suoi due ultimi singoli, sempre perché non ricordava le parole.
Secondo Roy Carr e Mick Farren in Elvis: The Illustrated Record, i dirigenti della CBS presero in considerazione l'idea di rimandare l'uscita dello speciale nella speranza di ottenere esibizioni migliori da parte di Presley, ma egli morì nell'agosto 1977 rendendo impossibile il tutto.
Nonostante il padre di Elvis, Vernon Presley, nel suo messaggio finale alla fine del programma dichiara che gli spettatori hanno appena assistito all'ultima esibizione di Elvis, in realtà Presley tenne altri cinque concerti prima della morte. L'ultimo concerto in assoluto fu a Indianapolis, il 26 giugno '77.

## Accoglienza
AllMusic definisce lo speciale "Elvis Presley al suo peggio", aggiungendo: "difficile credere che la CBS-TV avrebbe veramente mandato in onda lo speciale se Presley non fosse morto due mesi dopo, rendendolo così il suo testamento artistico".

## Home Video
Lo speciale non è mai stato pubblicato in formato VHS, DVD o Blu-ray, e la Elvis Presley Enterprises ha inoltre dichiarato di non avere in programma la ristampa dello speciale, a causa delle precarie condizioni psicofisiche di Elvis riscontrabili nello show.

## Scaletta concerto / scene
1. Commenti dei fan di Elvis
2. Montaggio del palco e vendite di souvenir prima dello show
3. Introduzione (Also sprach Zarathustra)
4. See See Rider
5. That's All Right, Mama
6. Are You Lonesome Tonight?
7. Teddy Bear/Don't Be Cruel
8. Commenti dei fan di Elvis
9. You Gave Me a Mountain
10. Jailhouse Rock
11. Commenti dei fan di Elvis
12. How Great Thou Art
13. Commenti dei fan di Elvis
14. I Really Don't Want To Know
15. Elvis presenta suo padre, Vernon, e la sua ragazza Ginger Alden
16. Hurt
17. Hound Dog
18. My Way
19. Can't Help Falling in Love
20. Finale
21. Messaggio finale da parte di Vernon Presley

## Colonna sonora
Nell'ottobre 1977 la RCA Records pubblicò un doppio album contenente la colonna sonora dello speciale in concomitanza con la messa in onda dello stesso. L'album aggiunge alla performance televisiva un secondo disco con altre tracce provenienti dai concerti di Omaha e Rapid City. Il disco raggiunse la posizione numero 5 nella classifica di Billboard negli Stati Uniti.